# 罗卡皮耶托雷
罗卡皮耶托雷（義大利語：Rocca Pietore），是意大利威尼托大区贝卢诺省的一个市镇。总面积75平方公里，人口1341人，人口密度17.9人/平方公里（2009年）。国家统计（ISTAT）代码为025044。